# Jenő Janovics

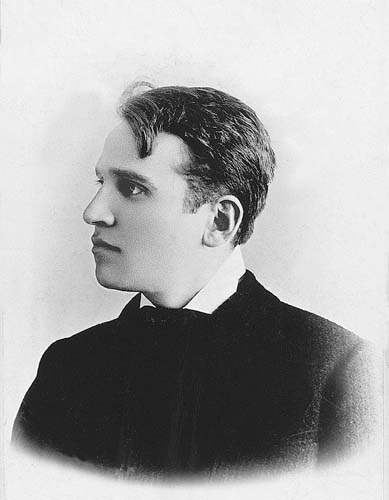
Jenő Janovics im Jahr 1901

Jenő Janovics (* 8. Dezember 1872 in Ungvár, Österreich-Ungarn; † 16. November 1945 in Kolozsvár, Königreich Ungarn) war ein ungarischer Filmpionier und Mentor der Regisseure Alexander Korda und Michael Curtiz.

## Leben
Jenő (Eugen) Janovics besuchte in Budapest die Theaterschule. Ca. 1896 wurde er Ensemblemitglied des Nationaltheaters in Kolozsvár (Klausenburg), Ungarn. In dieser Zeit legte er die Professoren-Prüfung ab, und 1900 promovierte an der örtlichen Universität (heute: Babeș-Bolyai-Universität Cluj) zum Dr. phil. Bereits 1902 erfolgte die Ernennung zum Direktor der Kolozsvárer Nationalbühne. Am 16. März 1909 wurde Janovics zum Vorsitzenden des 37 Theatergesellschaften umfassenden Landes-Schauspielervereins gewählt. 1929 trat Nikolaus Graf Bánffy (1873–1950) am Kolozsvárer Nationaltheater als Kodirektor an die Seite von Eugen Janovics.
Janovics interessierte sich früh für das neue Medium Film und produzierte 1913 (unter der Ägide der französischen Filmfirma Pathé) seinen ersten Spielfilm Das gelbe Fohlen (Sárga csikó). Die Mehrzahl der Produktionen von Janovics sind nicht erhalten. Man weiß aber, dass er besondere Vorliebe für Themen mit Lokalkolorit und Literaturverfilmungen hatte (Anna Karenina, Schuld und Sühne etc.). Unter Janovics wurde das siebenbürgische Kolozsvár (Klausenburg) für einige Jahre zum zweiten Zentrum der jungen ungarischen Filmproduktion. Janovics gründete die 1918 von Korda übernommene Corvin Produktionsfirma und, nach der Abtretung Siebenbürgens an Rumänien, die Transsylvania Produktion.